# Bröllopsnatten (film, 1930)
Bröllopsnatten (engelska: A Lady to Love) är en amerikansk dramafilm från 1930 i regi av Victor Sjöström. Den är baserad på den Pulitzerprisbelönade Broadway-pjäsen They Knew What They Wanted av Sidney Howard, som själv bearbetade den till ett filmmanus. Pjäsen filmatiserades även 1928, som The Secret Hour, och 1940, som Din nästas hustru.
Bröllopsnatten var Sjöströms första talfilm, och hans sista film i Hollywood innan han reste hem till Sverige.

## Rollista
- Vilma Bánky – Lena Schultz
- Edward G. Robinson – Antonio "Tony" Patucci
- Robert Ames – Buck, Tonys assistent
- Richard Carle – brevbäraren
- Lloyd Ingraham – fader McKee, prästen
- Anderson Lawler – läkaren
- Gum Chin – Ah Gee, Tonys kock
- Henry Armetta – Angelo
- George Davis – Georgio
- Hector Sarno – restaurangkassören